# Comuna Torciînovîci, Starîi Sambir
Torciînovîci (în ucraineană Торчиновичі) este o comună în raionul Starîi Sambir, regiunea Liov, Ucraina, formată din satele Baciîna, Morozovîci, Torciînovîci (reședința) și Torhanovîci.

## Demografie
Componența lingvistică a comunei Torciînovîci
     Ucraineană (99,78%)
     Alte limbi (0,22%)
Conform recensământului din 2001, majoritatea populației comunei Torciînovîci era vorbitoare de ucraineană (99,78%), existând în minoritate și vorbitori de alte limbi.